# سرویس امنیتی سوئد
سرویس امنیتی سوئد (سوئدی: Säkerhetspolisen، مخفف SÄPO، تا سال ۱۹۸۹ به اسم Rikspolisstyrelsens säkerhetsavdelning مخفف RPS / Säk) یک آژانس دولتی سوئد است؛ که تحت وزارت دادگستری سازمان یافته‌است. این سازمان مانند یک آژانس امنیتی جهت مبارزه با جاسوسی، مقابله با تروریسم و همچنین محافظت از سیاست مداران و قانون اساسی فعالیت می‌کند. سرویس امنیتی سوئد وظیفه دارد جنایات علیه امنیت ملی و جرایم تروریستی را بررسی کند  اما مأموریت اصلی آژانس جلوگیری از جرایم، و نه تحقیق در مورد آنها است. پیشگیری از جرم تا حد زیادی بر اساس اطلاعاتی است که از طریق تماس با نیروی منظم پلیس، فعالیت سایر مقامات و سازمان‌ها می‌آید، سرویس‌های اطلاعاتی و امنیتی خارجی و با استفاده از فعالیت‌های مختلف مثل جمع‌آوری اطلاعات، از جمله بازجویی، شنود تلفنی، دستگاه‌های شنود مخفی، و دوربین‌های نظارت پنهان، عملیات انجام دهند.
این سرویس در شکل فعلی خود در سال ۱۹۸۹ به عنوان بخشی از شورای ملی پلیس تأسیس شد و از ۱ ژانویه ۲۰۱۵ به یک آژانس پلیس خودمختار تبدیل شد.   مقرهای ملی در شهر Bolstomtavägen در جنوب شرقی سوئد واقع شده‌است. در سال ۲۰۱۴، کارکنان سازمان از ۵ مکان مختلف به سولنا به ساختمان اصلی و جدید به مساحت ۳۰٬۰۰۰ متر مربع (۳۲۰٬۰۰۰ فوت مربع) منتقل شدند.  

## تاریخچه

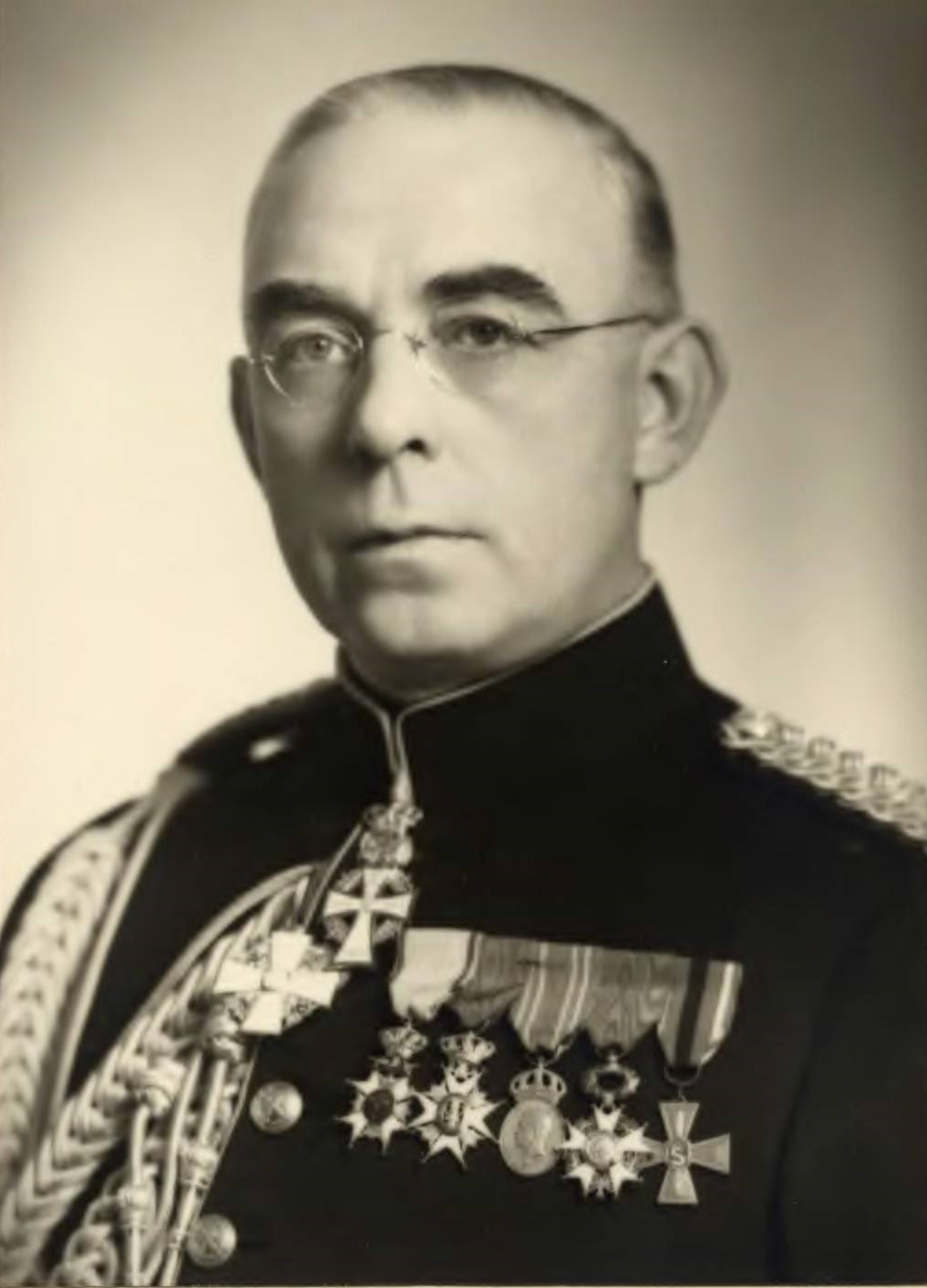
سرهنگ دوم Adlercreutz، در سال ۱۹۳۸ سرویس امنیت عمومی را تشکیل داد.

منشأ خدمات امنیتی سوئد اغلب به ایجاد یک دفتر پلیس ویژه (Polisbyrån) در طول جنگ جهانی اول در سال ۱۹۱۴ مرتبط است، که مستقیماً به ستاد کل ارتش و دفتر فرماندهی معظم نیروهای مسلح گزارش می‌شد،   مأموریت اصلی دفتر حفاظت از امنیت ملی (به عنوان مثال ضد جاسوسی) بود و اولین رئیس آن کاپیتان اریک آف ایدولم بود.  پس از پایان جنگ در سال ۱۹۱۸ دفتر تعطیل شد، اگرچه برخی فعالیتهای اطلاعاتی در پلیس استکهلم انجام می‌شد، با مدیریت گروه کوچکی از تقریباً ۱۰ افسر پلیس به سرپرستی رئیس اریک هالگرن، کسی که بعداً به عنوان رئیس سرویس امنیت عمومی (Allmänna säkerhetstjänsten) بدل شد.   این سرویس امنیتی بر کمونیست‌ها از آغاز جنگ تا اوایل دهه ۱۹۳۰ نظارت می‌کرد و عمدتاً تمام عملیات سازمان شده بود، مدتی بعد سرویس تمرکز خود را بر روی نازی‌ها آغاز کرد. 
در سال ۱۹۳۲، سازمان به پلیس ایالتی تازه تأسیس (استان) منتقل شد.  افسران شاغل در پلیس ایالتی ابزاری برای نظارت بر تماس‌های تلفنی یا رهگیری و بازکردن نامه نداشتند و دیگر مشلات مثل کمبود عمومی کارمندان و منابع مالی، رئیس اطلاعات نظامی سوئد، سرهنگ دوم کارلوس آدلروکروتس را نگران کرد، وی احساس کرد اگر اروپا درگیر یک جنگ دیگر شود، کشور به یک آژانس امنیتی قدرتمندتر احتیاج دارد؛ بنابراین، در سال ۱۹۳۸، به دنبال ابتکار عمل آدلرکروتز و ارنست لچه در وزارت دادگستری و غیره، سرویس امنیت عمومی تشکیل شد.  کل سازمان و فعالیتهای آن بسیار محرمانه بود. در طول جنگ جهانی دوم، آژانس حدود ۲۵۰۰۰ تماس تلفنی را رصد می‌کرد و بیش از ۲۰۰۰۰۰ نامه را هر هفته رهگیری می‌کرد.  در سال ۱۹۴۶، به دنبال ارزیابی پارلمانی پس از جنگ، فعالیت به میزان قابل توجهی کاهش یافت و بار دیگر تحت پلیس ایالت سازمان یافت که عمدتاً وظیفه ضد جاسوسی را بر عهده داشت.   در سال ۱۹۶۵، پلیس سوئد به یک ارگان ملی شد و کلیه کارها تحت نظر شورای پلیس ملی در بخش امنیت (Rikspolisstyrelsens säkerhetsavdelning، مخفف RPS / SÄK) سازماندهی شد.  

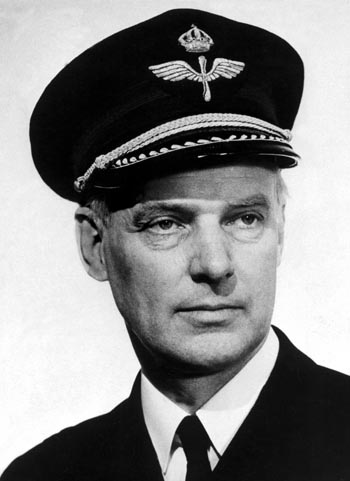
استیگ وننرستروم، جاسوس شوروی محکوم، c. 1960

بین سالهای ۱۹۳۹ و ۱۹۴۵ سرویس اطلاعاتی سوئد فعالیت‌های گسترده داشت و منجر به دستگیری تعداد زیادی جاسوس و مأموران دشمن شد. برخی از مهم‌ترین جاسوس پس از جنگ به اسم‌های Fritiof Enbom, Hilding Andersson, Stig Wennerström و Stig Bergling بودند و همه این جاسوسان از طرف اتحاد جماهیر شوروی بودند و به حبس ابد محکوم شده‌اند. 
در اوایل دهه ۱۹۷۰، سوئد توسط تعدادی از اقدامات تروریستی که توسط تجزیه طلبان کروات انجام شده بود، به لرزش افتاد. برخی از مهمترین موارد حمله به سفارت یوگسلاوی در ۱۹۷۱ در استکهلم و هواپیماربایی هواپیمای اسکاندیناوی هواپیمای ۱۳۰ پرواز یک سال بعد از حمله به سفارت بود. 
در نتیجه این حملات، اولین قوانین تروریستی در سال ۱۹۷۳ ایجاد شد و این حق را به پلیس داد که افراد وابسته به سازمان‌های تروریستی را بدون تأخیر اخراج کند. این حوادث همچنین منجر به تغییرات داخلی در وزارت امنیت شد در نتیجه منابع بیشتری دریافت کردند.   در ۲۸ فوریه ۱۹۸۶، نخست‌وزیر سوئد اولاف پالمه توسط یک فرد مسلح ناشناس ترور شد. این ترور به‌طور گسترده مورد انتقاد قرار نگرفت، چون خود پالمه در شب قتل از محافظ شخصی برخوردار نبود.  با این وجود، این ترور باعث استعفای کمیسرهای پلیس ملی، نیلز اریک آهمانسون و رئیس دپارتمان، سون سندستروم، در پی افشای ماجرای ابه کارلسون در سال ۱۹۸۸ شد. 
براساس توصیه‌های ارائه شده توسط کمیته دولتی که وظیفه ارزیابی وزارت امنیت را پس از ترور پالمه داشتند، سرویس امنیتی سوئد در ۱ اکتبر ۱۹۸۹، ایجاد شد.  آژانس جدید - گرچه هنوز هم به‌طور رسمی بخشی از هیئت پلیس ملی بود - دارای یک مدیر کل شد و نظارت سیاسی آن مستقل تر شد.    بعلاوه، آزانس، مسئولیت رسمی کلیه وظایف محافظت از سیاست مداران را به عهده گرفت (که قبلاً با هیئت پلیس ملی و پلیس شهرستان استکهلم به صورت گروهی مسئولیت این بخش را داشتند).   در ۱۰ سپتامبر ۲۰۰۳، وزیر امور خارجه آنا لیند توسط میایلو میایلویچ ترور شد. دولت در پی قتل لیند، رویه‌های خود را مورد بازبینی قرار داد  که منجر به دو برابر شدن تعداد افسران محافظان مسئولان شد.  در تاریخ ۱ ژانویه ۲۰۱۵، پلیس با تشکیل سرویس امنیتی سوئد به یک آژانس کاملاً مستقل، دوباره سازمان خود را به یک آژانس متحد تغییر داد. 

## حوزه‌های مسئولیت
سال 2014
وظایف اصلی سرویس امنیتی سوئد عبارتند از:  
- ضد جاسوسی - جلوگیری و شناسایی جاسوسی و سایر فعالیتهای غیرقانونی اطلاعاتی به منظور هدف قرار دادن سوئد، منافع ملی خارج از کشور و همچنین منافع خارجی و پناهندگان در مرزهای سوئد. [۲۵]
- ضد خرابکاری - برای مقابله با فعالیتهای خرابکارانه (به عنوان مثال خشونت ، تهدید و آزار و اذیت که نمایندگان منتخب، مقامات دولتی و روزنامه نگاران را هدف قرار داده‌است) برای تأثیرگذاری بر سیاستگذاری و اجرای آن، یا جلوگیری از استفاده شهروندان از حقوق و آزادیهای اساسی خود. [۲۵]
- ضد تروریسم - پیشگیری و کشف تروریسم؛ این شامل اقدامات تروریستی علیه سوئد یا منافع خارجی در مرزهای سوئد و همچنین تروریسم در سایر کشورها و تأمین مالی و حمایت از سازمان‌های تروریستی در سوئد است. [۲۵]
- محافظت از مقام‌های سیاسی- تأمین امنیت و محافظ شخصی در هنگام بازدیدهای ایالتی از مقامات ارشد عمومی (به عنوان مثال رئیس ریکسداگ، نخست‌وزیر، اعضای ریکسداگ و دولت، از جمله دبیران امور خارجه و وزیر کابینه)، خانواده سلطنتی، خارجی نمایندگان دیپلماتیک، و غیره. از سال ۲۰۱۴، این سرویس دارای ۱۳۰ افسر محافظت نزدیک بود. [۲۵] [۲۶]
- حفاظتی و امنیتی - ارائه مشاوره، تجزیه و تحلیل و نظارت به شرکت‌ها و سازمان‌های دولتی با اهمیت برای امنیت ملی، در کنار بررسی سابقه. [۲۵]

## سازمان
سرویس امنیتی سوئد از ۱ ژانویه ۲۰۱۵ به آژانس جداگانه ای تبدیل شد و مستقیماً تحت وزارت دادگستری سازمان یافت. مانند سایر آژانس‌های دولتی در سوئد، این سازمان اساساً خودمختار است. براساس قانون اساسی سوئد ویرایش ۱۹۷۴، نه دولت و نه وزرا حق تأثیرگذاری بر نحوه تصمیم‌گیری آژانس در یک مورد خاص یا اعمال قانون بر آن را ندارند. این امر در مورد سرویس امنیتی نیز صدق می‌کند، که توسط سیاست‌های کلی اداره می‌شود.   آنچه سرویس امنیت را از سایر سازمان‌ها متمایز می‌کند این است که بیشتر دستورالعمل‌های سرویس بر اساس امنیت ملی طبقه‌بندی می‌شوند.  این سرویس توسط مدیر کل، آندرس تورنبرگ، که عنوان رئیس سرویس امنیتی سوئد را بر عهده دارد، هدایت می‌شود. عملیات توسط یک مدیر عامل هدایت می‌شود و مستقیماً به رئیس سرویس امنیتی گزارش می‌دهد. وی به نوبه خود توسط یک معاون مدیر عامل و یک دفتر عملیات نیز کمک می‌شود. این سرویس در چهار بخش و یک دبیرخانه سازمان یافته که هر یک توسط یک رئیس گروه هدایت می‌شوند. 
بخش توابع پشتیبانی مرکزی
کلیه فرایندهای پشتیبانی مورد نیاز برای عملیات روزمره را فراهم می‌کند. 
مجموعه اطلاعات
مسئول جمع‌آوری اطلاعات از طریق استفاده از نظارت مخفی، مطلعین یا سایر ارتباطات بین فردی و با استفاده از فناوری اطلاعات (به عنوان مثال شنود الکترونیک). واحدهای منطقه ای که در درجه اول عملیات هوش انسانی (HUMINT) را انجام می‌دهند و دانش و پشتیبانی محلی را به ستاد مرکزی ارائه می‌دهند، در این بخش گنجانده شده‌اند. 
دپارتمان اطلاعات امنیتی
مسئول کارهای اطلاعاتی امنیتی، عمدتاً با هدف ارائه اطلاعات به سرویس برای تصمیم‌گیری در مورد اقدامات امنیتی است. 
دپارتمان اقدامات امنیتی
با اقدامات کاهش تهدید و کاهش خطر مقابله می‌کند. حوزه‌های مسئولیت شامل محافظ شخصی، تحقیقات، امنیت اطلاعات، امنیت فیزیکی و بررسی پیشینه است. 
دبیرخانه پشتیبانی مدیریت
وظیفه پشتیبانی از مدیریت را بر عهده دارد. 

### دفاتر
این سرویس حضور منطقه ای دارد و از چندین مکان فعالیت می‌کند. از مقر خود در سولنا و از شش واحد منطقه ای با دفاتر در اومئو، اوپسالا، اوربرو، نورشوپینگ، یوتبری و مالمو. این سرویس تقریباً ۱۱۰۰ کارمند دارد که حدود ۱۰ درصد آنها در دفاتر منطقه ای مستقر هستند. واحدهای منطقه ای براساس مرزهای جغرافیایی چندین شهرستان بنا شده‌اند:  
|  | شمال – شهرستان وسترنورلاند، شهرستان یمتلاند، شهرستان وستربوتن و شهرستان نوربوتن مرکز – شهرستان اوپسالا، شهرستان وستمانلاند و شهرستان یولبوری برگسلاگن – شهرستان ورملاند، شهرستان اوربرو و شهرستان دالارنا شرق – شهرستان سودرمانلاند، شهرستان اوستریوتلاند و شهرستان یونشوپینگ غرب – شهرستان هاللاند و شهرستان وسترا یوتلاند جنوب – شهرستان کرونوبری، شهرستان کالمار، شهرستان بلکینگه و شهرستان اسکونه استکهلم– شهرستان استکهلم و شهرستان گوتلاند |

### رئیس سرویس امنیتی سوئد
لیست رئسای اجرایی فعلی و گذشته: 
- ماتس بورجسون (۱۹۸۹–۱۹۹۴)
- آندرس اریکسون (۱۹۹۴–۱۹۹۹)
- یان دانیلسون (۲۰۰۰–۲۰۰۳)
- Klas Bergenstrand (2004–2007)
- آندرس دانیلسون (۲۰۰۷–۲۰۱۲)
- Anders Thornberg (2012–2018)
- Klas Friberg (2018 تا کنون)

## در فرهنگ عامه
نقش سرویس امنیت در ضد جاسوسی جنگ سرد در رمان‌های دوم و سوم رمان‌های پرفروش هزاره توسط نویسنده سوئدی استیگ لارسون ذکر شده‌است .

## یادداشت
1. ↑  همچنین به مقاله "Ministerstyre" و ترجمه رسمی قانون اساسی در وب سایت Riksdag مراجعه کنید: 1974 Instrument of Government, Chapter 12, Art. 2
2. ↑   بر اساس نمودار سازمانی [http: //www.säpo.se/download/18.1beef5fc14cb83963e7c9c/1431332513287/Organisationsskiss_ny_ny_lag.pdf] و [https: //web.archive. org / web / 20150730091704 / http: //www.sakerhetspolisen.se/fa/swedding-security-service/about-us/organisation.html ترجمه] ترجمه شده توسط SÄPO در سال ۲۰۱۵

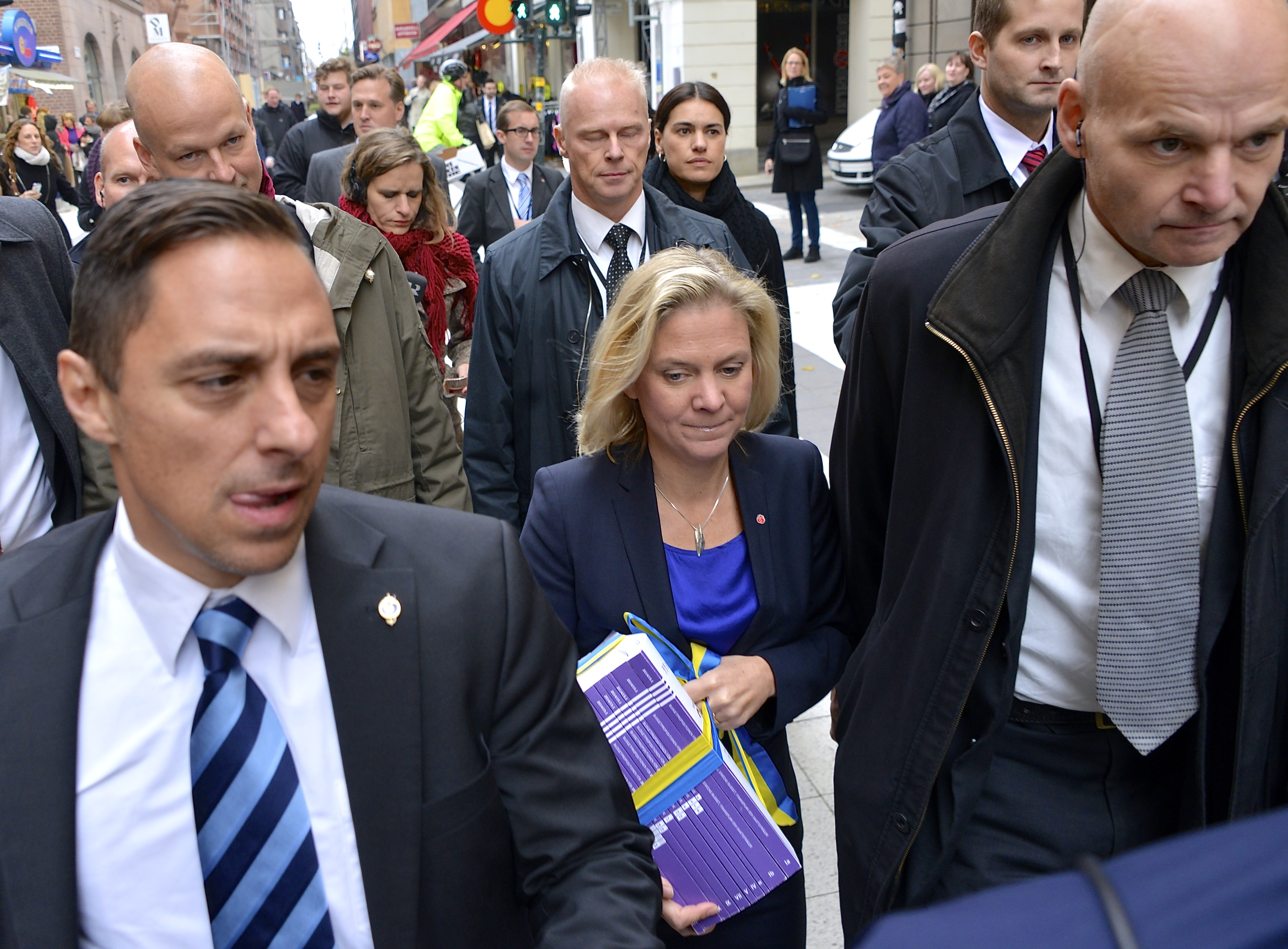
محافظان شخصی سرویس امنیتی کنار وزیر سوئد در سال ۲۰۱۴

### استناد
1. ↑  سرویس امنیتی سوئد 2015، 'سالنامه', p. 10.
2. ↑  "Regleringsbrev för budgetåret 2019 avseende Säkerhetspolisen" [Regulation letter for fiscal year 2019 regarding the Swedish Security Service]. Swedish Financial Management Authority. 20 December 2018. Archived from the original on 27 اكتبر 2020. {{cite web}}: Check date values in: |archive-date= (help)
3. ↑  «نسخه آرشیو شده». بایگانی‌شده از اصلی در ۸ آوریل ۲۰۱۸. دریافت‌شده در ۲۲ اكتبر ۲۰۲۰. تاریخ وارد شده در |بازبینی= را بررسی کنید (کمک)
4. ↑  Rikets säkerhet och den personliga integriteten. De svenska säkerhetstjänsternas författningsskyddade verksamhet sedan år 1945. (SOU 2002:87), p. 15.
5. ↑  Swedish Security Service 2013, p. 8.
6. ↑  Swedish Security Service 2015, 'Yearbook', p. 9.
7. ↑  SFS 1984:387, § 3.
8. ↑  Swedish Security Service 2015, 'History'.
9. ↑  2013/14:JuU1.
10. ↑  "Kontakta oss - Säkerhetspolisen". Sakerhetspolisen.se. Archived from the original on 27 June 2014. Retrieved 15 October 2018.
11. ↑  Törnmalm 2010.
12. ↑  Skanska 2015.
13. 1 2 3 4 5 6  Nationalencyklopedin 1989.
14. 1 2 3 4 5 6 7 8 9 10 11 12  Swedish Security Service 2014.
15. ↑  Grahn 2013.
16. 1 2  Forsberg 2003.
17. 1 2 3 4  Hansén 2007.
18. ↑  Isaksson 2007.
19. 1 2  Swedish Security Service 2013.
20. ↑  SOU 2004:108.
21. ↑  Swedish Security Service 2015, 'Livvakter'.
22. ↑  Swedish Ministry of Justice 2015.
23. ↑  Swedish Security Service 2015, 'Yearbook', p. 10.
24. ↑  SFS 1984:387.
25. 1 2 3 4 5 6  Swedish Security Service 2015, 'Yearbook'.
26. ↑  SFS 2014:1103.
27. ↑  Beckman, Olsson & Wockelberg 2003.
28. 1 2 3 4 5 6  Swedish Security Service 2015, 'Organisation'.
29. ↑  Swedish Security Service 2015, 'Regional Units'.

### کتابشناسی - فهرست کتب
- Beckman, Ludvig; Olsson, Stefan; Wockelberg, Helena (2003). Demokratin och mordet på Anna Lindh (PDF) (به سوئدی). Uppsala: Krisberedskapsmyndigheten. ISBN 91-85053-37-6.
- Isaksson, Anders (2007). Ebbe: mannen som blev en affär (به سوئدی). Stockholm: Albert Bonniers Förlag. ISBN 978-91-85555-03-1.
- 1914–2014 – 100 år med svensk säkerhetstjänst (PDF) (به سوئدی). Stockholm: Swedish Security Service (Edita Bobergs). 2014. LIBRIS-ID 18102882. Retrieved 27 August 2015.
- Säkerhetspolisens årsbok 2014 (PDF) (به سوئدی). Stockholm: Swedish Security Service (Edita Bobergs). March 2015. ISBN 978-91-86661-10-6. Retrieved 19 July 2015.
- Swedish Security Service 2013 (PDF) (به انگلیسی). Stockholm: Swedish Security Service (Edita Bobergs). May 2014. ISBN 978-91-86661-09-0. Retrieved 28 August 2015.
- Hansén, Dan (2007). Crisis and Perspectives on Policy Change: Swedish Counter-terrorism Policymaking (PDF) (به انگلیسی). Vällingby: Swedish National Defence College. ISBN 978-91-85401-65-9. Archived from the original (PDF) on 24 September 2015. Retrieved 28 August 2015.
- Forsberg, Torsten (2003). Spioner och spioner som spionerar på spioner (به سوئدی). Stockholm: Hjalmarson & Högberg Bokförlag. ISBN 978-91-89660-18-2.
- Grahn, Ossian (13 May 2013). "Från golvet genom taket". Polistidningen (به سوئدی). Swedish Police Union. Retrieved 7 August 2015.
- Törnmalm, Kristoffer (2 July 2010). "Nu flyttar Säpo – till Ingenting". Aftonbladet (به سوئدی). Archived from the original on 22 July 2015. Retrieved 28 August 2015.
- Hans Regner et al. (9 November 2004). Personskyddet för den centrala statsledningen (PDF) (Report) (به سوئدی). Stockholm: Government of Sweden. SOU 2004:108. Retrieved 17 August 2015.{{cite report}}:  نگهداری یادکرد:استفاده از پارامتر نویسندگان (link)
- "Regleringsbrev för budgetåret 2015 avseende Säkerhetspolisen" [Letter of appropriation] (به سوئدی). Swedish National Financial Management Authority. 22 December 2014. Retrieved 21 July 2015.
- Sten Heckscher (28 June 2012). Hemliga tvångsmedel mot allvarliga brott (PDF) (Report) (به سوئدی). Stockholm: Government of Sweden. SOU 2012:44. Retrieved 28 August 2015.
- "Sfs 2014:1103" [Ordinance] (به سوئدی). Government of Sweden. 11 September 2014. Retrieved 28 August 2015.
- "Sfs 1984:387" [Police Act] (به سوئدی). Government of Sweden. 7 June 1984. Retrieved 17 August 2015.
- Justitieutskottet betänkande (Report) (به سوئدی). Stockholm: Committee on Justice. 2013. 2013/14:JuU1. Retrieved 28 August 2015.
- Justitieutskottet betänkande "Hemliga tvångsmedel mot allvarliga brott" (Report) (به سوئدی). Stockholm: Committee on Justice. 2014. 2014/15:JuU2. Retrieved 28 August 2015.
- "Livvakter" (به سوئدی). Swedish Security Service. Archived from the original on 26 June 2015. Retrieved 17 August 2015.
- "The Swedish judicial system" (PDF) (به سوئدی). Ministry of Justice. June 2015. Retrieved 17 August 2015.
- "History – from military police bureau to government agency" (به سوئدی). Swedish Security Service. Archived from the original on 22 July 2015. Retrieved 28 August 2015.
- "Säpo hittade hem till Ingenting" (به سوئدی). Skanska. 4 May 2015. Archived from the original on 26 July 2015. Retrieved 28 August 2015.
- "Organisation" (به سوئدی). Swedish Security Service. Archived from the original on 4 August 2015. Retrieved 28 August 2015.
- "Regional Units". Swedish Security Service. Archived from the original on 30 July 2015. Retrieved 28 August 2015.
- "Säkerhetspolisen". Nationalencyklopedin (به سوئدی). Höganäs: Bra Böcker AB. 1989.